# Ted White
Pour les articles homonymes, voir White.
Ted White, né Alex Bayouth le 25 janvier 1926 à Krebs (Oklahoma) (États-Unis) et mort le 14 octobre 2022, est un acteur et cascadeur américain.

## Biographie
Ted White a joué également au football pour l'Université de l'Oklahoma.
En 1949, il devient acteur dans son premier film Iwo Jima. White rencontra John Wayne puis en 1952 il sera le doubleur de John Wayne.
Il a joué un petit rôle dans Starman de John Carpenter. Il a également joué dans plusieurs films occidentaux et dans des séries de télévision comme Daniel Boone, Rick Hunter, Magnum et 200 dollars plus les frais, généralement dans des rôles des agents de police ou des voyous recrutés.
Il a également joué dans les films La Grande Casse, Silverado, Les Indians et Tron.

### Vendredi 13
En 1984, Ted White joue le tueur en série Jason Voorhees dans le quatrième film de la saga Vendredi 13, intitulé Vendredi 13 : Chapitre final, le réalisateur Joseph Zito l'a engagé puisque White était de grande taille. White a accepté à contrecœur de jouer Jason parce qu'il avait besoin d'argent.
Mal à l'aise tout en jouant l'un des meurtriers les plus tristement célèbres dans l'histoire de l'écran, il a demandé au réalisateur de ne pas être crédité au générique du film.
En revanche, il est crédité dans le septième film Vendredi 13, chapitre 7 : Un nouveau défi, il apparaît dans des flash-backs au début du film.
Il est devenu furieux contre le réalisateur Joseph Zito, car il l'accusait d'être insensible à la douleur de l'actrice Judie Aronson. Lors du tournage du film, Judie Aronson, était alors nue dehors sur le radeau. Elle a été atteinte d'hypothermie et a commencé à pleurer de douleur à cause du froid.
Ceci rendait furieux Ted White au point qu'il a menacé de quitter son rôle si Zito ne trouvait pas une autre solution.
Comme Zito n'avait pas le temps d'engager un autre acteur pour jouer Jason, il a donc respecté les propos de White.
Bien que Ted White n'était pas intéressé pour jouer Jason Voohrees, il est considéré par beaucoup de fans, comme l'un des meilleurs interprète de Jason.
Il devait reprendre le rôle de Jason dans les deux prochaines suites de la série, Vendredi 13, chapitre 5 : Une nouvelle terreur et Vendredi 13 : Jason le mort-vivant, mais il refuse.
Ainsi donc lui succédèrent Tom Morga pour le cinquième film et C. J. Graham pour le sixième dans le rôle de Jason.
En 2012, Ted White a déclaré qu'il regrette d'avoir refusé de rejouer Jason dans les suites.
En avril 2012, une réunion des acteurs ayant joué Jason, à savoir : Warrington Gillette (2), Tom Morga (5), C. J. Graham (6), Kane Hodder (7,8,9,10), Caleb Guss et Derek Mears (reboot) et lui-même sont présents.

## Filmographie

### Cinéma
- 1949 : Iwo Jima : un marine
- 1958 : Vacances à Paris (The Perfect Furlough) : un soldat
- 1958 : Born Reckless : un cowboy
- 1959 : Rio Bravo : Bart
- 1959 : Duel dans la boue (These Thousand Hills) : un vacher
- 1960 : Alamo : un tennessien
- 1966 : Cat Ballou : un flingueur
- 1966 : Smoky : Abbott
- 1967 : Le Point de non-retour (Point Blank) : un joueur de football
- 1972 : Don Angelo est mort (The Don Is Dead) : Marty Rackheimer
- 1974 : Larry le dingue, Mary la garce (Dirty Mary Crazy Larry) : un soldat
- 1980 : Oh, God! Book II : un policier en moto
- 1981 : Les Doigts du diable (Demonoid) : Frankie
- 1981 : La Blessure (Cutter's Way) : garde n° 1
- 1981 : La Folle Histoire du monde (History of the World! Part 1) : un officier romain
- 1981 : Le Justicier solitaire (The Legend of the Lone Ranger) : M. Reid
- 1981 : Going Ape! de Jeremy Joe Kronsberg (en) : Goon n° 1
- 1982 : Tron : garde n° 3
- 1984 : Contre toute attente (Against All Odds) : un garde de sécurité avec un chien
- 1984 : Attention Délires! (The Wild Life) : un plouc ivre
- 1984 : Vendredi 13 : Chapitre final (Friday the 13th: The Final chapiter) : Jason Voorhees
- 1984 : Starman : le chasseur de cerfs
- 1984 : À la poursuite du diamant vert (Romancing the Stone) : Grogan
- 1985 : Silverado : Hoyt
- 1986 : La Loi de la jungle (Quiet Cool) : Ellis
- 1986 : Mort ou vif (Wanted: Dead or Alive) : Pete
- 1987 : À la poursuite de Lori (Hot Pursuit) : Tommy Ray
- 1987 : Hidden : Agent Fowler
- 1988 : Deadly Stranger : Larkin
- 1989 : Les Indians (Major League) : un entraîneur
- 1990 : Deux Flics à Downtown (Downtown) : Goon
- 2001 : Un gentleman en cavale (Double Take) : un soldat